# Eterusia aedea
Eterusia aedea är en fjärilsart som beskrevs av Carl Alexander Clerck 1759. Eterusia aedea ingår i släktet Eterusia och familjen bastardsvärmare. Inga underarter finns listade i Catalogue of Life.

## Bildgalleri

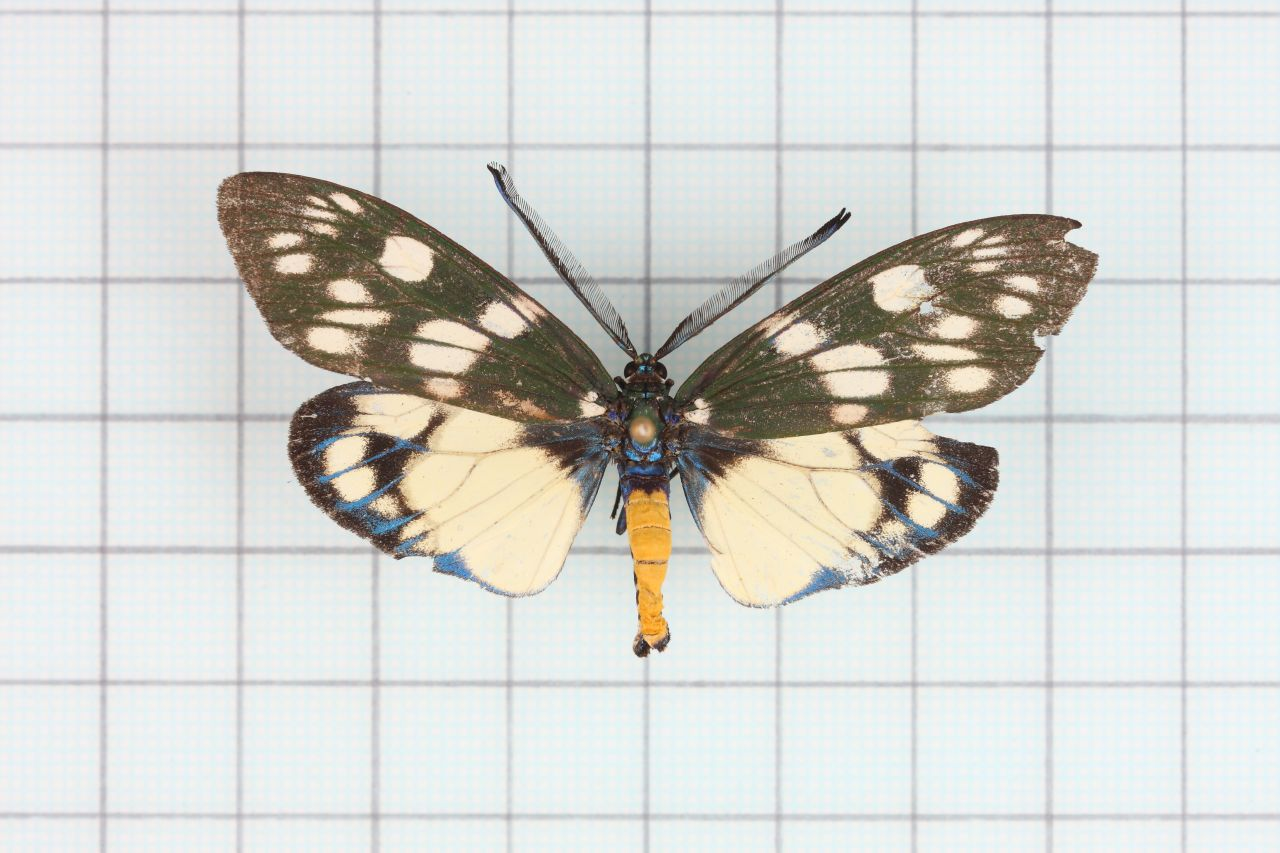
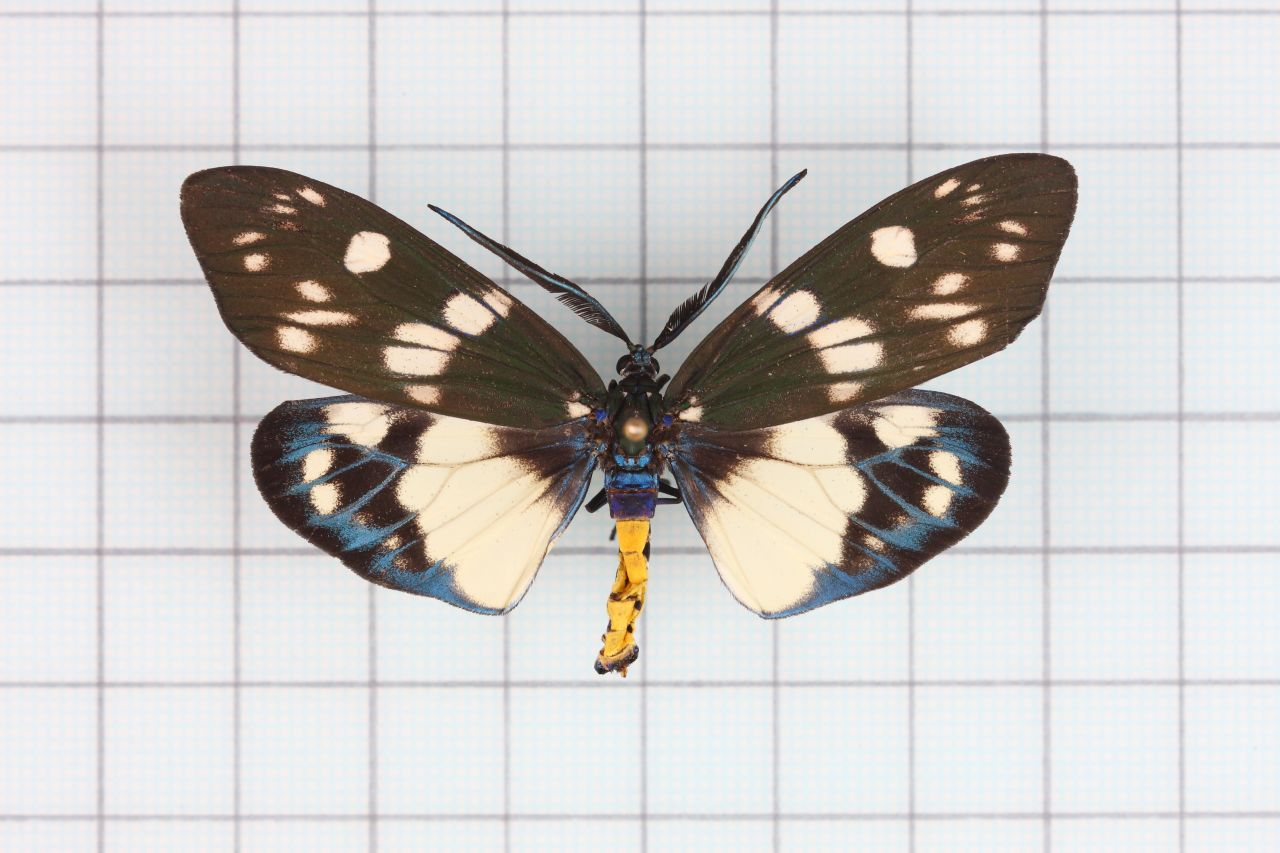
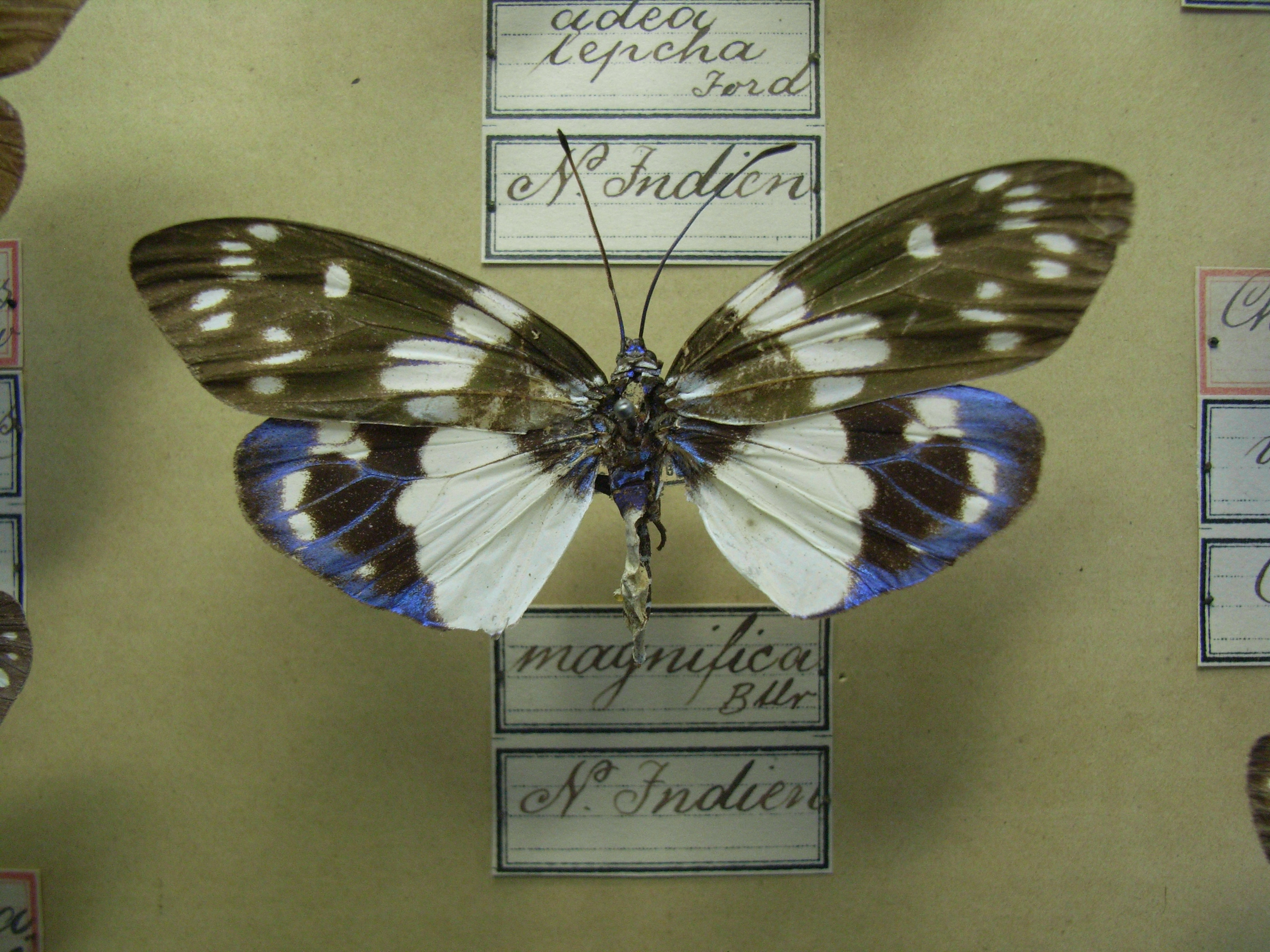